# Торревеккія-Театіна
Торревеккія-Театіна (італ. Torrevecchia Teatina) — муніципалітет в Італії, у регіоні Абруццо,  провінція К'єті.
Торревеккія-Театіна розташована на відстані близько 155 км на схід від Рима, 70 км на схід від Л'Аквіли, 5 км на північний схід від К'єті.
Населення — 4245 осіб (2014).
Щорічний фестиваль відбувається 16 серпня. 

## Демографія
Населення за роками:

Станом на 1 січня 2023 року в муніципалітеті офіційно проживали 162 іноземці з 26 країн, серед них 107 громадян країн Євросоюзу та 5 громадян України.

## Сусідні муніципалітети
- К'єті
- Франкавілла-аль-Маре
- Рипа-Театіна
- Сан-Джованні-Театіно